# Jacques Fath
Jacques Fath (Maisons-Laffitte, 6 settembre 1912 – Parigi, 13 novembre 1954) è stato uno stilista francese.

## Biografia
Jacques Fath è considerato uno dei fondatori dell'haute couture e una delle tre influenze dominanti sull'alta moda insieme a Christian Dior e Pierre Balmain.

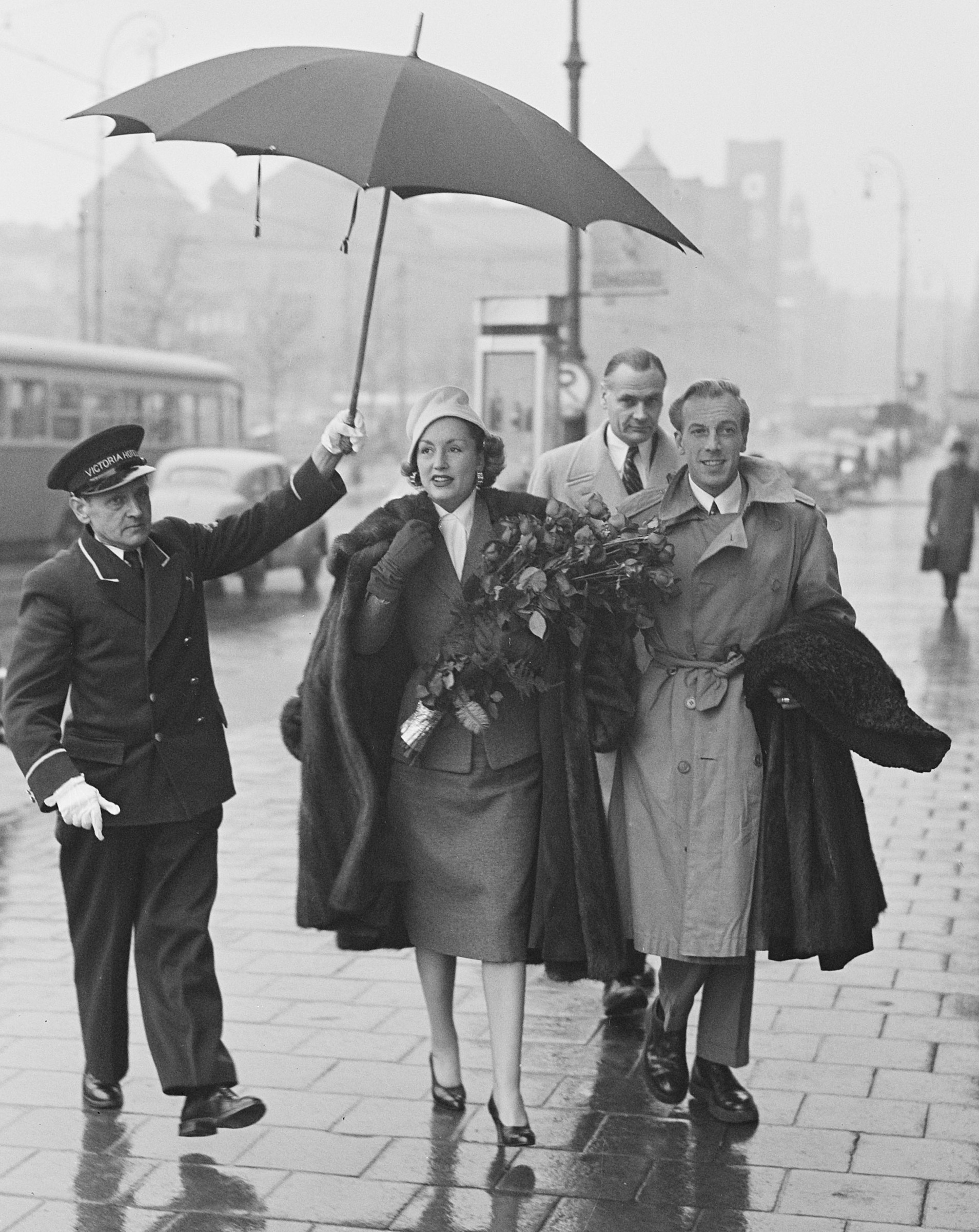
Jacques Fath con la moglie Geneviève Boucher ad Amsterdam nel 1950

Apre il suo atelier a Parigi e presenta la sua prima collezione nel 1937, lavorando in due stanze in Rue de la Boetie prima di stabilirsi definitivamente nel 1944 in quello che sarà il suo storico atelier di Avenue Pierre-ler-de-Serbie 39, da cui giovani designer assunti come assistenti e apprendisti, muoveranno i loro primi passi nella moda tra cui Hubert de Givenchy, Guy Laroche e Valentino Garavani.
Evita Perón, Ava Gardner, Greta Garbo e Rita Hayworth sono state alcune delle sue affezionate clienti.
La sua casa di moda chiuse i battenti nel 1957, tre anni dopo la scomparsa di Fath e fu gestita dalla moglie, Geneviève Boucher, avvalendosi dell’aiuto di tre collaboratori del marito: Catherine Brivet, Pierrey Metthey e Suzanne Renoult. 
Chiusa l’attività di haute couture, l’attività della maison proseguì producendo profumi, guanti, maglieria e altri accessori.
Numerosi sono i profumi prodotti, tra cui: Jacques Fath L "Homme (1998), Yin (1999), Yang (1999), Fath de Fath (1953 e rilanciato nel 1993), Chasuble (1945), Expression (1977), Canasta (1950), Iris Gris (1946), Fath's Love (1968) e Green Water (1947 ma riformulato e rilanciato nel 1993). La licenza dei profumi Fath è stata detenuta da L'Oréal fino al 1992.
Nel 1994 viene prodotto un documentario su di lui diretto da Pascal Franck intitolato Les Folies de Fath.